# Guy de Maupassant
Guy de Maupassant (født Henry-René-Albert-Guy de Maupassant 5. august 1850, død 6. juli 1893 i Paris) var en fransk forfatter, der mest er kendt for sine noveller om menneskers knuste håb og drømme. Maupassant skrev vittigt om dyrisk begær og yndige frivole forhold og var udpræget misantrop. Det skinner tydeligst igennem i hans vittige noveller. Han skrev seks romaner.
Hans bøger vandt stor popularitet i Danmark. De blev oversat i begyndelsen af 1900-tallet af journalisten Loulou Lassen.